# 오! 부라더스
오! 부라더스(Oh! Brothers)는 대한민국의 로큰롤 밴드이다. 1998년 결성되어 홍대 앞 클럽과 지하철 공연을 위주로 활동하다 2001년 싱글 곡 〈명랑트위스트〉와 〈Thank You Girl〉로 데뷔하였다. 데뷔 앨범 발매 전인 2000년에는 임순례 감독의 영화 와이키키 브라더스에 출연한 바 있다.
원래의 밴드 이름은 ‘오르가즘 브라더스’였으나 데뷔 앨범을 발매하면서 지금의 이름으로 바꿨다.

## 멤버 구성
- 이성문 (베이스 기타)
- 최성수 (보컬)
- 김정웅 (기타)
- 이성배 (색소폰)
- 안태준 (드럼)

### 전 멤버
- 임잔희 (기타)
- 주현철 (기타, 보컬)
- 윤주현 (드럼)

## 앨범

### 정규 앨범
- 《명랑 트위스트》, 2001년 7월
- 《Let's-A-Go-Go》, 2002년 1월
- 《One & Two & Rock & Roll》, 2004년 7월 9일
- 《How Much Gettin' Very Hot?》, 2007년 8월 9일

### 싱글 등 기타 앨범
- 《hippin' hopping' twistin'》, 2001년 (테잎으로만 발매)
- 《Kick Off The Jams》(Korea/Japan Independent Label Festival 2001), 2001년
- 《New Attack 2002》, 2002년
- 《희한하게 눈이 맞은 그녀 (Feat. 기글스)》, 2006년 10월 24일
- 《To You Sweetheart Aloha》(훌라걸즈), 2007년 2월 7일
- 《고백》, 2008년 2월 4일
- 《WE LOVE TAPSONIC Part 6》, 2012년 7월 25일